# 天津市滨海新区大港油田实验中学
天津市滨海新区大港油田实验中学，简称油田实验，位于天津市滨海新区大港油田新兴北道266号，前身是华北石油勘探指挥部第一中学的高中部，是一所公办完全中学:812-815。
学校的历史可以追溯至1971年建立的华北石油勘探指挥部第一中学。1991年3月，大港油田实验中学开始筹建，1993年建成并开始独立办学。1993年经天津市教育局评估批准为市级重点中学:812-815。2005年，移交天津市大港区教育局管理。
目前，大港油田实验中学是天津市市级重点中学:812-815。